# Lavrentija
Lavrentija (in russo Лаврентия?) è una località del Circondario autonomo di Čukotka, nella Siberia nordorientale, sede amministrativa del Čukotskij rajon, è stata fondata nel 1933. Si trova a capo Chargilach nel golfo di Lavrentija.